# Gloriosa (Gattung)
Die Pflanzengattung Gloriosa gehört zur Familie der Zeitlosengewächse (Colchicaceae). Es gibt etwa zwölf Arten, die in der Alten Welt verbreitet sind.

## Beschreibung

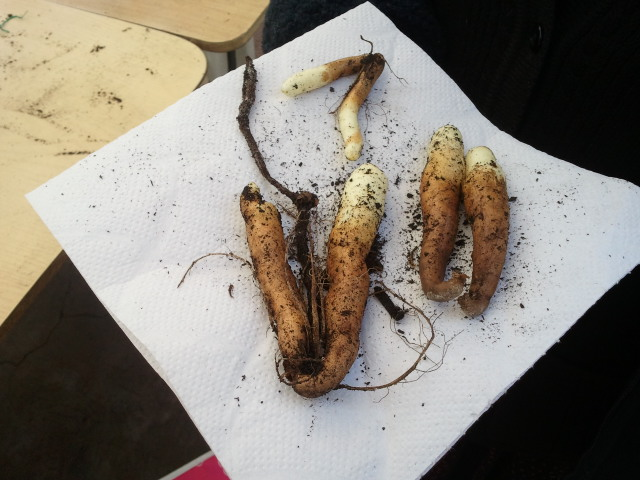
Rhizome der Ruhmeskrone (Gloriosa superba)

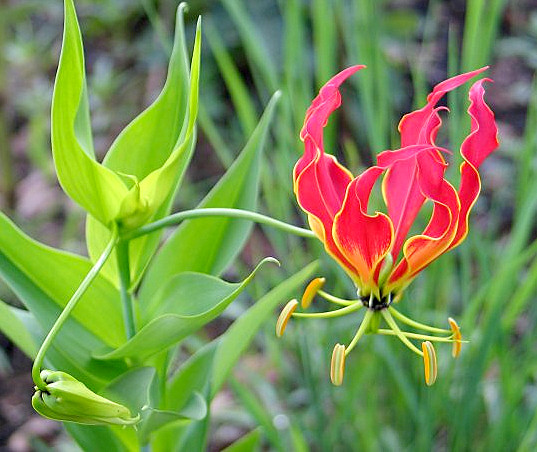
Lang gestielte Blütenknospe und Blüten der Ruhmeskrone (Gloriosa superba)

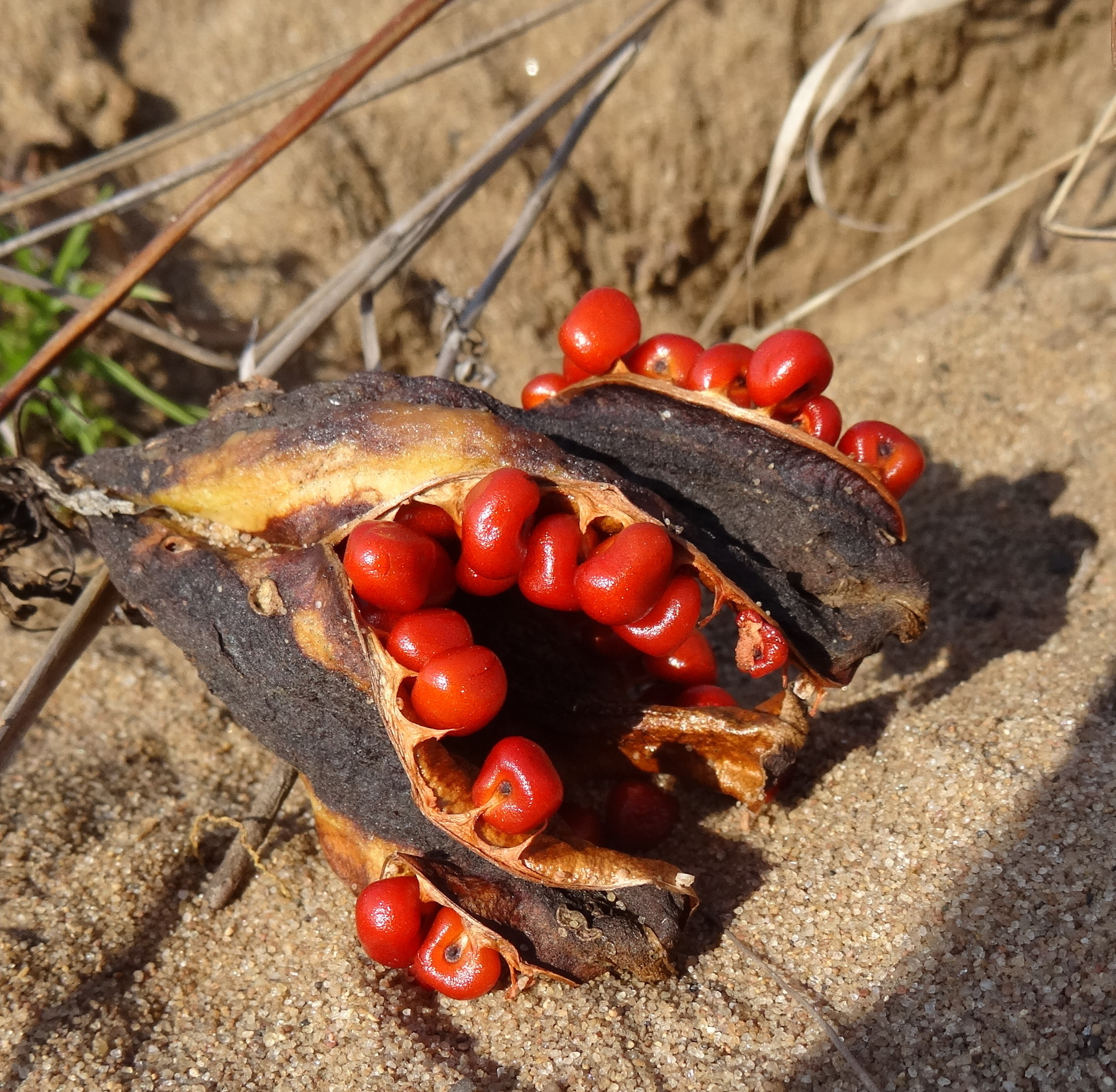
Frucht mit Samen der Ruhmeskrone (Gloriosa superba)

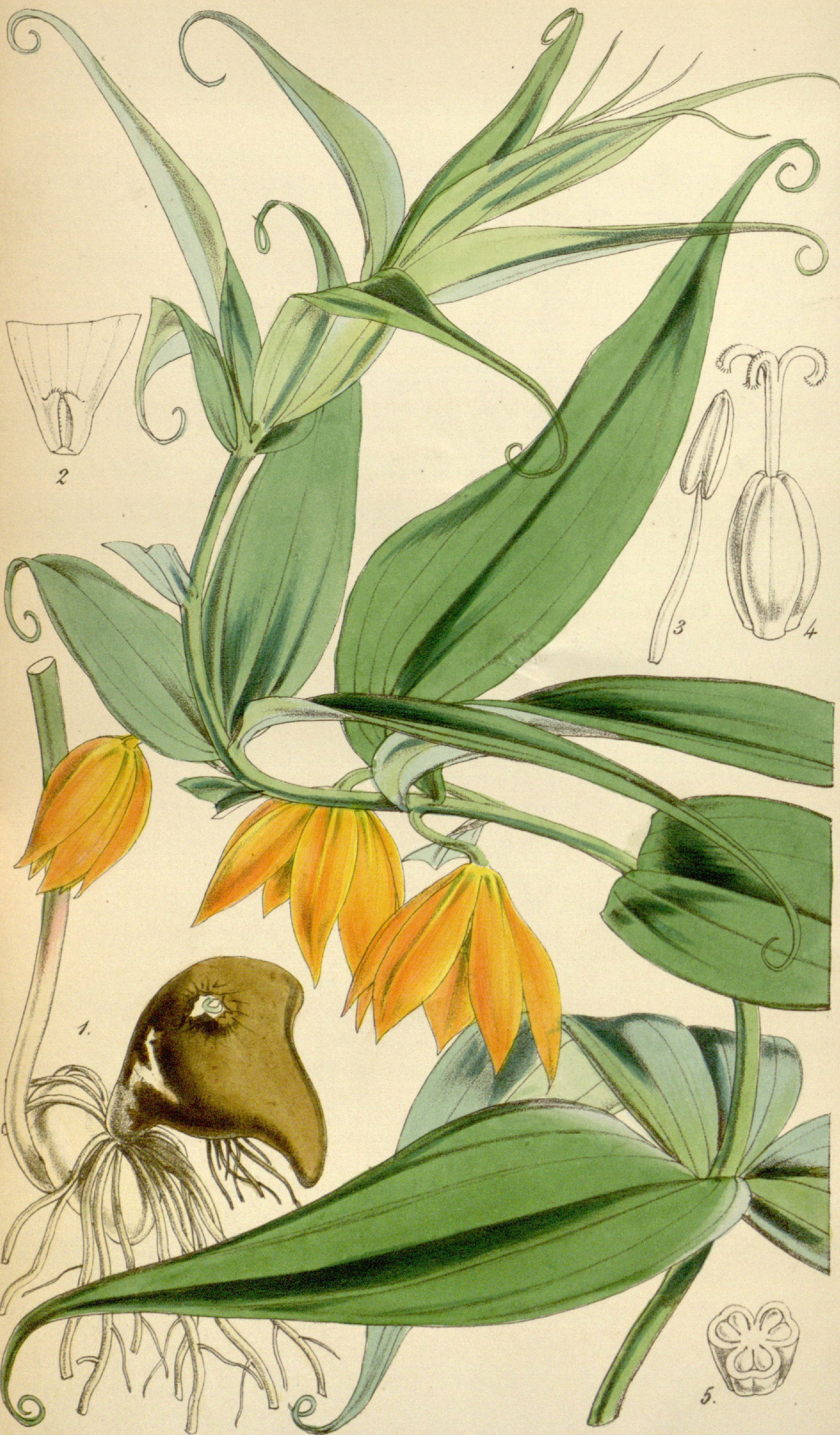
Illustration von Gloriosa modesta

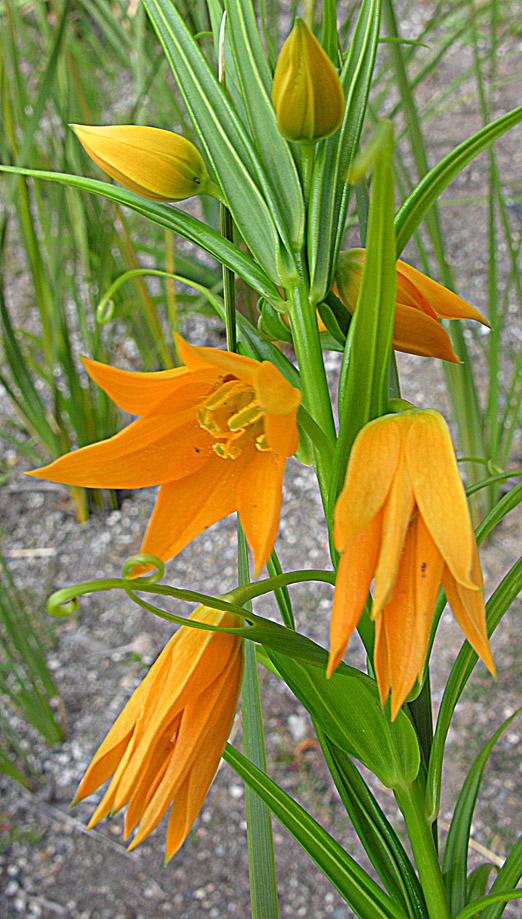
Gloriosa modesta

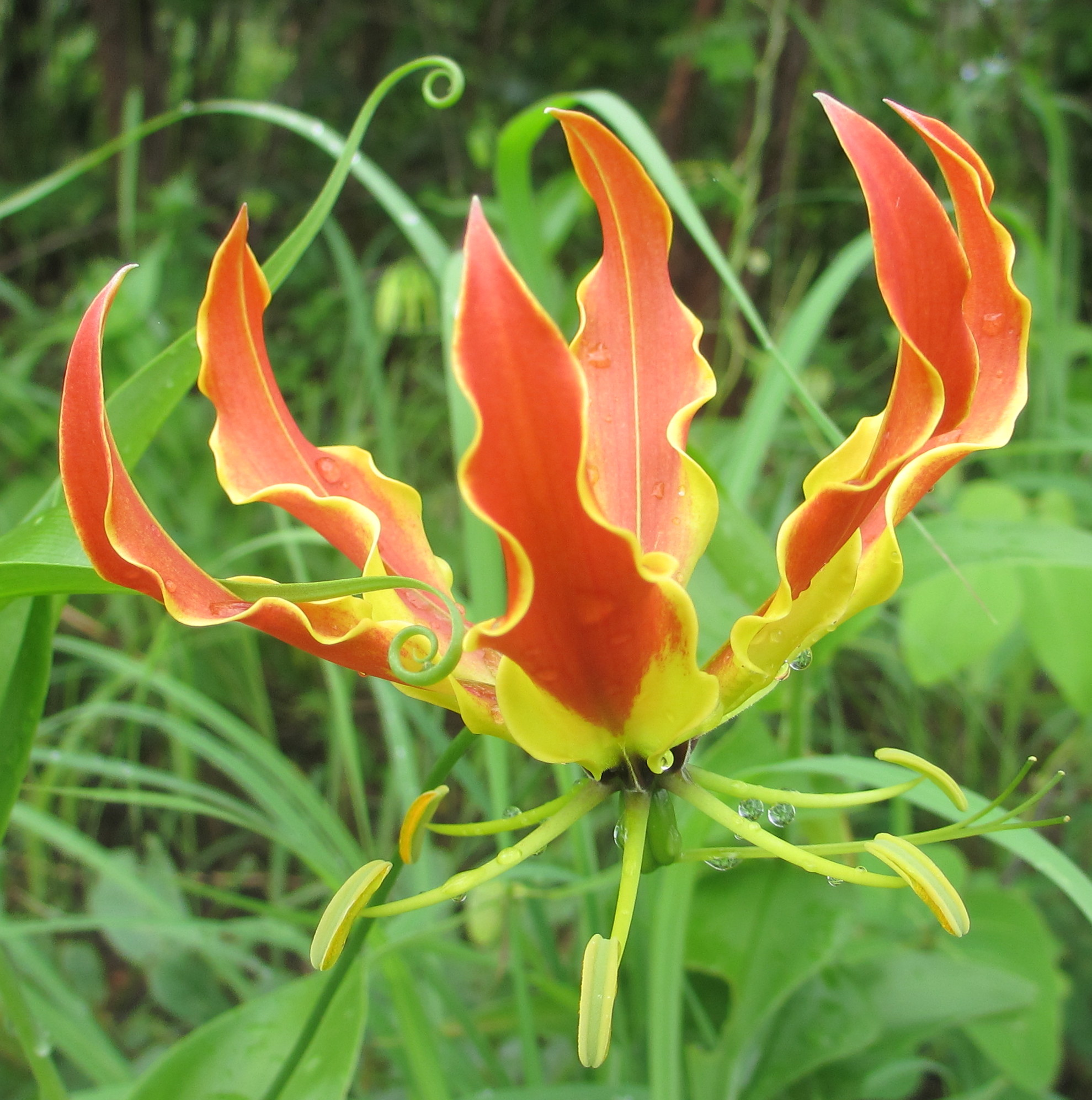
Blüte der Ruhmeskrone (Gloriosa superba)

### Erscheinungsbild und Blätter
Gloriosa-Arten wachsen als ausdauernde krautige Pflanzen. Diese Geophyten bilden als Speicherorgane unterirdische, dicke, knollige Rhizome, an denen sich Faserwurzeln befinden. Die kahlen oder papillös-flaumig behaarten Stängel sind je nach Art selbständig aufrecht oder rankend und manchmal verzweigt.
Es sind oft Niederblätter (Cataphylle) vorhanden. Die wechselständig und mehr oder weniger zweizeilig, gegenständig oder in Wirteln am Stängel angeordneten Laubblätter besitzen eine Blattscheide und sind sitzend bis sehr kurz gestielt. Die einfachen Blattspreiten sind je nach Art eiförmig, lanzettlich, linealisch oder pfriemlich. Die Blattspreiten besitzen viele parallele Blattadern und oft ist eine deutliche Mittelader vorhanden. Die Blattspreiten enden bei den kletternden Arten (beispielsweise Gloriosa modesta, Gloriosa superba) in einer Ranke.

### Blütenstand und Blüte
Die Blüten stehen einzeln in den Blattachseln oder zu mehreren in schirmtraubigen Blütenständen zusammen. Die Tragblätter sind laubblattähnlich. Die Blütenstiele sind meist lang. Die Blüten sind oft hängend, nickend und manchmal resupinat (Umkehrung der Blüte durch Drehung des Blütenstieles).
Die auffälligen, zwittrigen Blüten sind radiärsymmetrisch und dreizählig. Die sechs gleichgestaltigen Blütenhüllblätter sind meist frei oder bei einigen Arten an ihrer Basis kurz verwachsen, ausgebreitet bis an den Enden zurückgebogen und meist haltbar bis sich die Früchte vergrößern. An der kaum erkennbar ausgesackten Basis der Blütenhüllblätter befinden sich Nektarien und oft weiße Haare. Es sind zwei Kreise mit je drei Staubblättern vorhanden. Die an der Basis der Blütenhüllblätter inserierten, untereinander freien Staubfäden sind fadenförmig oder manchmal abgeflacht. Die dorsifixen Staubbeutel sind schmal linealisch-länglich, frei beweglich, nach außen gebogen und öffnen sich mit Längsschlitzen. Drei Fruchtblätter sind zu einem sitzenden, eiförmigen bis länglichen, dreikammerigen Fruchtknoten verwachsen. Jede Fruchtknotenkammer enthält viele Samenanlagen. Bei einigen Arten (beispielsweise Gloriosa baudii, Gloriosa superba) sitzt der Griffel in einem rechten Winkel auf dem Fruchtknoten. Der relativ lange, dünne Griffel ist im unteren Bereich einfach und wird dann zum oberen Ende hin dreigabelig; die pfriemlichen Griffeläste besitzen Narbengewebe auf der Oberseite.

### Frucht und Samen
Die loculicidalen, eiförmigen bis länglichen Kapselfrüchte besitzen eine ledrige Fruchtschale und enthalten viele Samen. Die fast kugelförmigen Samen sind fleischig und besitzen eine leuchtend rote oder orangefarbene Samenschale (Testa).

## Systematik und Verbreitung
Die Gloriosa-Arten sind in der Alten Welt weitverbreitet. Zehn Arten kommen im südlichen sowie tropischen Afrika und nur zwei im tropischen Asien vor. Die Hälfte der Arten sind Endemiten oder besitzen ein relativ kleines Verbreitungsgebiet.
Die Gattung Gloriosa wurde 1753 durch Carl von Linné in Species Plantarum, 1, S. 305 aufgestellt. Typusart ist Gloriosa superba. Der Gattungsname Gloriosa leitet sich vom lateinischen Wort gloriosus ab und bezieht sich auf das prächtige Aussehen der Blüten. Synonyme für Gloriosa L. sind: Methonica Gagnebin, Mendoni Adans., Eugone Salisb., Clinostylis Hochst., Littonia Hook.
Seit Vinnersten & Reeves 2003 sowie Vinnersten & Manning 2007 gehören die Arten der Gattung Littonia zur Gattung Gloriosa s. l., damit diese monophyletisch ist. Es wurden 78 Gloriosa-Artnamen veröffentlicht. In der neuen Revision Alfred Maroyi: The genus Gloriosa (Colchicaceae) – ethnobotany, phylogeny and taxonomy, Doktorarbeit an der Universität Wageningen, 2012 werden zwölf Arten akzeptiert.
Die Gattung Gloriosa gehört zur Tribus Colchiceae innerhalb der Familie Colchicaceae; sie wurde früher in die Familie Liliaceae eingeordnet.
Es gibt etwa zwölf Gloriosa-Arten:
- Gloriosa baudii (A.Terracc.) Chiov.: Sie kommt nur in ariden Gebieten im südlichen Äthiopien, Somalia und Kenia vor.[1]
- Gloriosa carsonii Baker: Sie kommt vom Sudan bis in die Demokratische Republik Kongo und im nördlichen Namibia vor.[1]
- Gloriosa flavovirens (Dammer) J.C.Manning & Vinn.: Dieser Endemit kommt nur in der Malange-Region in Angola vor.[1]
- Gloriosa lindenii (Baker) J.C.Manning & Vinn. (Syn.: Gloriosa katangensis Maroyi): Sie kommt in der Demokratischen Republik Kongo, Malawi, Tansania und Sambia vor.[1]
- Gloriosa littonioides (Welw. ex Baker) J.C.Manning & Vinn.: Sie kommt in Angola, Malawi, Tansania, in der Demokratischen Republik Kongo und in Sambia vor.[1]
- Gloriosa modesta (Hook.) J.C.Manning & Vinn. (Syn.: Littonia keitii Leichtlin, Littonia modesta Hook.): Ihr Verbreitungsgebiet reicht von Simbabwe bis ins südliche Afrika.[1] Sie wird in der Roten Liste der südafrikanischen Pflanzenarten als „least concern“ = „nicht gefährdet“ bewertet.[8]
- Gloriosa revoilii (Franch.) J.C.Manning & Vinn.: Diese Art kommt nur in Dschibuti, Äthiopien, Somalia und im südlichen Jemen vor.[1]
- Gloriosa rigidifolia (Bredell) J.C.Manning & Vinn.: Dieser Endemit kommt nur in Limpopo vor.[1] Er wird in der Roten Liste der südafrikanischen Pflanzenarten als „least concern“ = „nicht gefährdet“ bewertet.[8]
- Gloriosa sessiliflora Nordal & Bingham: Sie kommt nur in Sambia, in der Bié-Region in Angola und im Caprivizipfel von Namibia vor.[1]
- Gloriosa simplex L.: Sie kommt im tropischen und südlichen Afrika sowie Madagaskar vor.[1]
- Ruhmeskrone (Gloriosa superba L.): Sie ist weitverbreitet in Südostasien, Malesien, südlichen und tropischen Afrika. Sie kommt natürlich in Sri Lanka, Indien, Nepal, Myanmar, Thailand, Kambodscha, Laos, Vietnam, im südlichen Yunnan, Malaysia, Indonesien, Äthiopien, Somalia, Sudan, Kenia, Tansania, Uganda, Senegal, Mosambik, Botswana, Namibia, Südafrika, Eswatini und Madagaskar vor.[7][1] In vielen Gebieten der Tropen und Subtropen ist sie ein Neophyt.[9][1] Sie wird in der Roten Liste der südafrikanischen Pflanzenarten als „least concern“ = „nicht gefährdet“ bewertet.[8]

## Nutzung
Ruhmeskrone (Gloriosa superba) wird als Zierpflanze in tropischen Parkanlagen und Gärten, sowie in Räumen verwendet. Auch Gloriosa modesta dient als Zierpflanze.
Gloriosa superba wird in der Volksheilkunde verwendet.